# Goyang
Goyang (고양) este un oraș cu 1.073.069 loc. (în 2005) din provincia Gyeonggi-do, Coreea de Sud.